# Храм Архангела Михаила (Летово)
Храм Архангела Михаила — православный храм Ильинского благочиния Московской городской епархии Русской Православной Церкви. Расположен в деревне Летово Новомосковского административного округа Москвы.

## История
В 1677 году боярином Борисом Бутурлиным была построена деревянная церковь во имя святого Николая. В 1773—1778 гг. новый владелец П. И. Бибиков рядом с деревянной построил каменную церковь, которая существует и в настоящее время.
В 1869 году к западному фасаду была пристроена паперть. В ней был двухъярусный иконостас, а стены и своды были покрыты росписями.
В 1902 году по проекту Н. С. Шуцмана произведена капитальная перестройка церкви. Полукруглый западный притвор был разобран. Вместо притвора построили трапезную с двумя приделами во имя Боголюбской иконы Божией матери и Архистратига Михаила.

## Современность
В 1930-х гг. храм был закрыт Советской властью. Настоятеля Константина Пятикрестовского отправили в ссылку. Сейчас он прославлен в Соборе новомучеников и исповедников Российских.
В 1935 году в церкви устроили фабрику по выделке черепицы. Колокольню разобрали. После Великой Отечественной войны церковь использовалась как помещение зерносовхоза.
В 1992 году в Летове была организована община и начались восстановительные работы. По недоразумению община была зарегистрирована как приход храма Архангела Михаила, а не как до закрытия — Святителя Николая.
С 1998 года хором храма руководил известный московский регент Виктор Чуенков.
В 2001—2002 г. была построена колокольня. Колокола были отлиты на заводе «ЗИЛ».В настоящее время на пожертвования прихожан храм и колокольня восстановлены полностью. Рядом построен дом причта.

## Святыни
В храме находятся частицы мощей дивеевских преподобных: матушки Александры и монахини Елены, а также чтимая икона Архангела Михаила из Пантелеимонова монастыря Святой Горы Афон.